# Bruno Kreisky
Bruno Kreisky (Bécs, 1911. január 22. – Bécs, 1990. július 29.) osztrák politikus. 1959-től 1966-ig Ausztria külügyminisztere, majd 1970-től 1983-ig szövetségi kancellárja volt. A második világháború utáni korszakban hozzá kötődik a kancellári hivatalban eltöltött leghosszabb idő. A nevéhez fűződő évtized a fegyelmezett költségvetési politikát másodrendű szerepbe kényszerítő, az ausztriai életszínvonal és az esélyegyenlőség növekedését előidéző társadalmi reformok korszaka volt.

## Élete
Kreisky az osztrák főváros Margareten negyedében született, egy zsidó ruhagyáros fiaként. Tizenöt éves korában csatlakozott az Ausztria Szociáldemokrata Munkáspártja (SDAPÖ) ifjúsági szárnyához, és aktívan részt vett a politikában a Bécsi Egyetemen folytatott jogi tanulmányai közben is. 1934-ben Engelbert Dollfuß kancellár a szocialista pártot betiltotta, ezt követően Kreisky is a földalatti politikai mozgalom részese volt. 1935 januárjában letartóztatták és kormányellenes szervezkedés vádjával elítélték, de 1936 júniusában szabadlábra került. Az 1938 márciusában bekövetkező anschluss, Ausztria Harmadik Birodalom általi annektálása után, hogy a holokauszttól megmeneküljön, 1938 szeptemberében Svédországba emigrált. Itt élt a második világháború lezárultáig, és itt vette feleségül Vera Fürthöt.
1946 májusában visszatért Ausztriába, de csakhamar ismét Stockholmban teljesített külszolgálatot hazája képviseletében mint a követség munkatársa. 1951-ben végleg visszatért Bécsbe, és Theodor Körner szövetségi államfő kabinetfőnök-helyetteseként és politikai tanácsadójaként dolgozott. 1953-ban a kancellárián belül működő külpolitikai osztály államtitkárává nevezték ki. E pozíciójában vett részt 1955-ben az osztrák államszerződést előkészítő tárgyalásokon, amelynek eredményeként a semlegesnek deklarált Ausztria visszanyerte függetlenségét, és a négy nagyhatalom megszálló haderői is kivonultak az országból.
Az 1956. évi választáson a Ausztriai Szocialista Párt (SPÖ) színeiben a szövetségi parlament képviselője, egyúttal harmadmagával – Bruno Pittermann-nal, Felix Slavikkal és Franz Olahhal együtt – a párt végrehajtó tanácsának tagja lett. A Julius Raab vezette koalíciós kormányban 1959-ben megkapta a külügyminiszteri tárcát. E minőségében vezető szerepet játszott az Európai Szabadkereskedelmi Társulás (EFTA) megszervezésében, a Dél-Tirol kérdését rendező osztrák–olasz egyezség tető alá hozásában, valamint javaslatot tett a harmadik világ helyzetét javító „Marshall-terv” kidolgozására. 1966-ban az Osztrák Néppárt (ÖVP) nyerte meg a választást, s a Josef Klaus vezette többségi kormány megalakításával Kreisky távozott a külügyminiszteri posztról.
1967 februárjában pártja, az SPÖ elnökévé választották meg. Az 1970-es választáson a szocialisták diadalmaskodtak, s Kreisky került a szövetségi kancellári posztra. Az 1971. évi előrehozott választást Kreisky és pártja az előző évinél nagyobb arányban nyerte meg, s győzelmüket 1975-ben, illetve 1979-ben is megismételték. A hetvenéves Kreiskyben azonban az 1980-as évek elejére megrendült a választópolgárok bizalma, a közgondolkodás úgy vélte, hogy a több mint egy évtizede hivatalában lévő kancellár elkényelmesedett a vezetői szerepben, és a belpolitikai történéseknél nagyobb figyelmet szentel kormánya külpolitikájának. Az 1983. évi választást a szocialista párt még megnyerte ugyan, de Kreisky nem vállalta egy kisebbségi kormány vezetését. Posztjáról lemondott és korábbi oktatásügyi miniszterét, Fred Sinowatzot ajánlotta utódjául.
Egészségi állapota ezt követően megrendült, 1984-ben életmentő vesetranszplantációt hajtottak végre rajta. Élete utolsó évtizedében keserű bírálatokat fogalmazott meg pártja politikájáról, amelynek tiszteletbeli elnökévé választották. Gyakran emelt szót szovjet disszidensek érdekében. 1983-ban magához Jurij Vlagyimirovics Andropov pártfőtitkárhoz intézett levelet Jurij Fjodorovics Orlov emberi jogi aktivista szabadon bocsátásáért, ám kérését Andropov válaszra sem méltatta.

## Politikai nézetei és tevékenysége

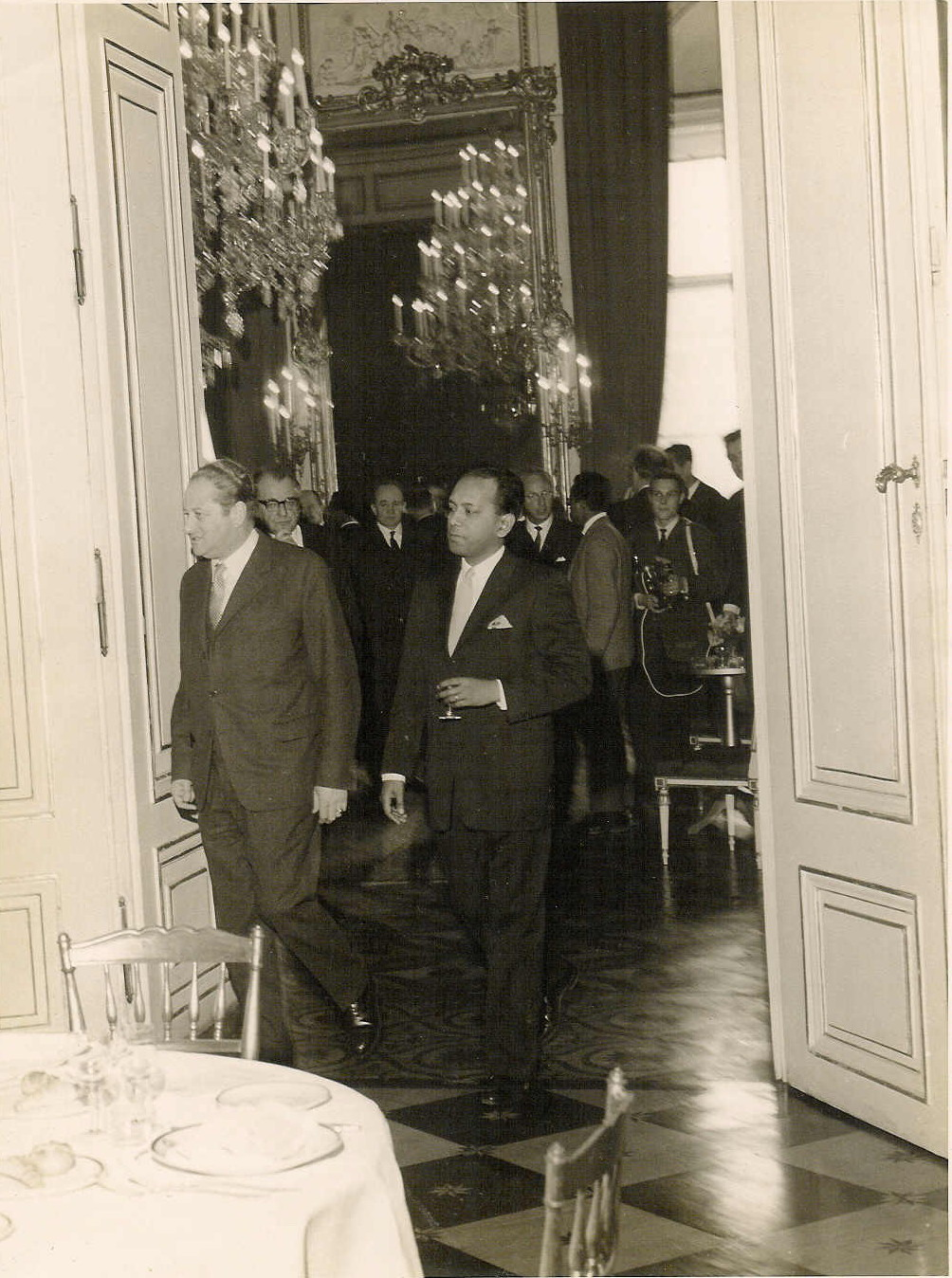
Kreisky (balra) Abul Fateh bangladesi diplomatával Bécsben, 1962-ben

Egy hagyományosan a római katolicizmus alapjaira helyezkedő konzervatív országban Kreisky és legközelebbi szövetségese, az igazságügyi miniszteri tárcát is vezető Christian Broda képviselték az osztrák társadalom liberális szemléletű átalakításának politikáját. Kreisky megreformálta a családjogi törvényeket és a büntetés-végrehajtás helyzetét, dekriminalizálta az abortuszt és a homoszexualitást. Ugyanakkor kereste a módját az ausztriai katolikus egyház és a szocialista párt közötti kapcsolatok jobbításának, és ehhez társra lelt a bécsi érsek, Franz König személyében.
Kancellársága alatt a sorkatonai szolgálat idejét kilenc hónapról nyolcra szállította le, a munkavállalók juttatásainak körét kiszélesítette, a heti munkaórák számát negyvenre szállította le. Törvényekkel igyekezett biztosítani a női egyenjogúságot. Az Ausztriában élő szlovén és horvát kisebbség számára biztosította az alapvető anyanyelv-használati jogokat. Az 1973. évi olajválságot követően elkötelezett híve lett Ausztria olajfüggősége csökkentésének és az atomenergia-felhasználás kiszélesítésének, de terveit az 1978. évi referendumon kinyilvánított választói akarat keresztülhúzta.
Diplomataként nagy szerepet játszott a nemzetközi életben. Egyik kezdeményezője volt az iparosodott nemzetek és a fejlődő világ között folyó ún. észak–déli párbeszédnek, és együttműködött az európai diplomácia hasonszőrűen gondolkodó prominens alakjaival – például Willy Brandttal és Olof Palméval – a békét és a fejlődést előmozdító kezdeményezésekben. 1976-ban létrehozta a Bruno Kreisky Alapítványt, amely minden második évben annak ítéli a Bruno Kreisky emberi jogi díjat, aki munkásságával nemzetközi szinten sokat tett az emberi jogok érvényesítésének előmozdításáért. Noha az osztrák államszerződés előírta Ausztria számára a semlegességet, támogatta az európai integrációt. Úgy vélte, országa a híd szerepét játszhatná Kelet és Nyugat közeledésében, s szervezőmunkájának köszönhetően Bécs szolgált helyszínül a Szovjetunió és az Amerikai Egyesült Államok közötti, a hadászati arzenál csökkentésére irányuló SALT-tárgyalások első fordulóinak.
Kreisky maga is zsidó volt, de helytelenítette a cionizmust, mint az antiszemitizmusra adott választ. Baráti kapcsolatokat ápolt olyan arab világbeli politikusokkal, mint Anvar Szadat egyiptomi és Moammer Kadhafi líbiai vezetőkkel, illetve 1980-ban felvette a diplomáciai kapcsolatokat a Palesztinai Felszabadítási Szervezettel. Kísérletet tett arra, hogy az arab–izraeli konfliktusban közvetítsen, de viszonya viharosra sikeredett az izraeli kormányfővel, Golda Meirrel. Konfliktusuk az arabok által Bécs-Schönauban végrehajtott, emigráns zsidókat túszul ejtő 1973. szeptember 28-ai terroristaakciója idején csúcsosodott ki. Gyakran védelmébe vette a náci párt egykori tagjait és a világháború előtti szélsőjobboldali osztrák politikusokat. A fiatal Jörg Haiderről megjegyezte, hogy „tehetséges politikus, akire érdemes odafigyelni”.
Amikor a nácivadász Simon Wiesenthal bejelentette, hogy az 1970-ben alakult Kreisky-kabinet négy tagjának múltja köthető a nemzetiszocialista mozgalomhoz, Kreisky a posztjukon hagyta a megnevezett politikusokat, és megfelelt Wiesenthal gyanúsításaira. Ezzel az epizóddal vette kezdetét a Kreisky haláláig elhúzódó Kreisky–Wiesenthal-affér, amelynek tetőpontjaként Wiesenthal 1986-ban hitelrontásért perbe fogta az egykori kancellárt. Három évvel később a bíróság bűnösnek találta és jelentős kárpótlás megfizetésére kötelezte Kreiskyt.

## Megítélése
Bruno Kreisky politikai tevékenységének megítélése ellentmondásoktól terhes. Egykori követői benne látják az utolsó régi vágású szocialista vezetőt és nosztalgiával tekintenek vissza kancellárságára, amikor az életszínvonal jelentős mértékben növekedett és Ausztria igazán jóléti állammá lett, amikor az állami gondoskodás teremtette esélyegyenlőség kedvezett egyes társadalmi csoportok felemelkedésének. Ezzel szemben konzervatív kritikusai a túlköltekezést és az ennek nyomában járó gazdasági nehézségeket vetik Kreisky szemére, amelyet 1979-es nyilatkozatával látnak igazoltnak. Ebben Kreisky a mellett tette le a hitet, hogy szívesebben látja az államadósságot növekedni, mint emberek tömegeit munkanélkülivé válni.

## Művei magyarul
- Willy Brandt–Bruno Kreisky–Olof Palme: Levelek és beszélgetések; Kossuth, Bp., 1976
- A politikához víziók kellenek; Kossuth, Bp., 1984

## Fordítás
- Ez a szócikk részben vagy egészben  a   Bruno Kreisky című angol Wikipédia-szócikk ezen változatának fordításán alapul.  Az eredeti cikk szerkesztőit annak laptörténete sorolja fel. Ez a jelzés csupán a megfogalmazás eredetét és a szerzői jogokat jelzi, nem szolgál a cikkben szereplő információk forrásmegjelöléseként.

| Elődje: Franz Jonas | Az Osztrák Köztársaság (szövetségi) elnöke 1974. április 24. – 1974. július 8. | Utódja: Rudolf Kirchschläger |